# Шулхан арух
«Шулхан арух» (ивр. שֻׁלְחָן עָרוּךְ‎ — «накрытый стол»; ср. Иез. 23:41) — кодекс практических положений устного закона, составленный в XVI веке раввином Йосефом Каро, который подвёл итог кодификационной деятельности галахических авторитетов многих поколений. «Шулхан арух» — основное руководство по извлечению практической галахи, признанное всеми без исключения направлениями иудаизма, признающими устный закон. Его используют и изучают иудеи по всему миру уже несколько столетий. Причина такого всеобщего признания в том, что «Шулхан арух» содержит порядок исполнения заповедей Торы, а также обычаи и установления как сефардов — испанских евреев, так и во многом отличающиеся практики ашкеназов — центральноевропейских (прежде всего немецких) евреев, тогда как более ранний кодекс XII века «Мишне тора» содержит только правовые нормы сефардов.

## Структура
«Шулхан арух» представляет собой сокращённую версию кодекса «Арбаа турим» и полностью повторяет его структуру. Он состоит из четырёх томов:
1. «Орах Хаим[англ.]» («Путь жизни» или «Жизненный путь») — законы повседневной жизни: молитва, суббота, посты и праздники;
2. «Йоре Деа» — различные нормы, включая убой животных, кошерность пищи, изучение Торы и Талмуда, ритуальная чистота, траур, благотворительность;
3. «Эвен ха-Эзер» («Камень помощи», реминисценция на библейскую книгу 1Цар. 7:12) — законы семьи и брака;
4. «Хошен ха-Мишпат» («Наперсник судный», часть одежды Первосвященника (Коэн а-Гадоль), название тома отсылает к библейской книге Исх. 28:15) — еврейское гражданское право, судопроизводство, имущественные споры, взаимоотношения между людьми.

Кодекс основан на более ранних комментариях р. Йосефа Каро к труду известного правоведа и знатока галахи, р. Тура, но в отличие от Тура, в «Шулхан арухе» чётко, окончательно и однозначно указывается, что говорит закон по тому или иному вопросу, и не приводятся отличающиеся одно от другого мнения различных авторитетов. Рассматриваются только те заповеди, исполнение которых было возможно во время написания книги — поэтому «Шулхан арух» не говорит, например, о заповедях, связанных с Иерусалимским Храмом или с земледелием в Стране Израиля.

## История
Основа закона — 613 заповедей (ивр. תרי"ג מצוות‎ — Тарьяг мицвот) — основные религиозные предписания в иудаизме, перечисленные в Торе. Заповеди эти делятся на две категории: 248 предписывающих заповедей и 365 запрещающих.
В Пятикнижии Моисея (Торе) о заповедях говорится лишь в самом общем виде, и этих сведений в большинстве случаев недостаточно для исполнения заповедей в различных сложных и постоянно меняющихся жизненных ситуациях. В еврейской традиции считается, что Всевышний дал Моисею на горе Синай не только Письменную Тору, но и Устную Тору, в которой заповеди описаны детально. Около 15 веков Устная Тора передавалась из поколения в поколение только устно. Мишну, составляющую законодательную основу Устной Торы и состоящую из 63 трактатов, записал ребе Иехуда ха-Наси (135—220 гг. н. э.). Мишна даёт законы, заповеди в контексте конкретных жизненных ситуаций, рассказов о поступках и суждениях мудрецов и законоучителей. Она приводит также многочисленные случаи расхождений во мнениях между законоучителями, дискуссии, а в ряде случаев также решение спора. Ещё более пространные эпизоды и развернутые дискуссии содержатся в Талмуде (который в основе своей является обширным комментарием и обстоятельным толкованием Мишны).
Идея создания законодательного справочника с удобной систематической структурой, некоего кодекса, возникала у многих законоучителей. Трудности и ответственность, связанные с созданием такого кодекса, возможно, были причиной того, что в течение ряда веков такой кодекс не был написан. Весьма вероятно, однако, что ещё более важной причиной были опасения, что наличие доступного и удобного кодекса приведет к ослаблению интереса к изучению Талмуда.
В средние века было все же предпринято несколько попыток кодификации законов Торы. Наиболее известен в этом плане труд Маймонида (ребе Моше бен Маймон, Рамбам, 1135—1204 гг.) Яд ха-хазака («Рукою крепкою…»), реминисценция на библейскую книгу Шмот / Исход (Исх. 32:11); другое его название — Мишне Тора («Повторение Торы»). Маймонид создал также книгу Сефер ха-мицвот («Книгу заповедей»), в которой приводит своего рода «инвентаризацию» всех 613-ти заповедей иудаизма и даёт краткую формулировку каждой из них. Однако книга эта скорее учебник, чем справочник, что проявляется как в её стиле и методологии, так и в гигантском её размере. Поэтому работа по кодификации Галахи, еврейского закона, была продолжена и после смерти Маймонида.
Ребе Яков бен Ашер (1270—1340 гг., родился в Германии, большую часть жизни провёл в Испании) создал кодекс под названием «Арбаа турим» («Четыре раздела»), сокращённо «Тур». Книга эта делится на четыре части: 1) законы о молитвах и праздниках; 2) законы об убое животных и кошерности; 3) законы о браке; 4) гражданское право. «Тур» создан на основе «Мишне Тора» и кодекса XI в. «Сефер ха-Халахот» Альфаси. «Арбаа турим» уже ближе к кодексу, но приводимые автором различные, часто противоположные, мнения авторитетов по каждому вопросу затрудняют пользование ею как справочником.
Следующим важнейшим этапом кодификации Галахи стало создание кодекса «Шулхан арух» («Накрытый стол»). Его автор, рабби Иосеф Каро (1488—1575 гг.) родился в Испании, в городе Толедо, затем переселился в Палестину, в Цфат. Первоначально Йосеф Каро создал «Бейт-Йосеф» — пространный комментарий к кодексу «Арбаа Турим», выпущенный в 1550—1559 г. В нём приводятся и критически рассматриваются мнения тридцати двух основных авторитетов иудаизма на то время. Каро попытался на основе разных приведённых мнений дать окончательное и единственное решение каждого вопроса, получив таким образом всеобъемлющий сборник Галахи.
На основе своего комментария Каро и создал затем кодекс «Шулхан арух», который вышел в свет в 1565 году в Венеции. В кодексе однозначно указываются галахические законы, которые Каро выводит на основе мнений трёх столпов Галахи: Маймонида (РАМБАМ), Альфаси (РИФ) и Ашера бен Иехиэля (РОШ). Законом Каро посчитал мнение большинства из тройки столпов, а в случае их расхождения — большинство из мнений семидесяти галахических авторитетов.

## Комментарии к «Шулхан аруху»
Была также создана ашкеназская версия «Шулхан аруха». Краковский раввин Моше Иссерлес (1520—1572) начал создавать «Дархей Моше» — свой комментарий на Тур, основанный на мнениях ашкеназских авторитетов, но прекратил эту работу, ознакомившись с комментарием «Бейт-Йосеф» Каро. На основе свой работы он составил труд «Ха-Мапа» («Скатерть») — комментарий к «Шулхан аруху», посвящённый тонким отличиям в обычаях европейских евреев; этот комментарий (хагахот) был включён в качестве дополнения в вышедшее в 1569—1571 годах в Кракове издание «Шулхан Аруха». В 1904 году рабби Исраэлем-Меиром Коэном был издан второй комментарий к «Шулхан Аруху» -  «Мишна брура» (ивр. משנה ברורה‎), который вполне самостоятелен и может читаться как отдельный галахический кодекс.
Хотя были созданы многочисленные комментарии и пояснения как к «Арба турим», так и к «Шулхан аруху», примечания Иссерлеса были признаны одними из самых авторитетных и стали включаться во все последующие издания «Шулхан аруха», что способствовало признанию кодекса всеми основными направлениями иудаизма.

## Производные кодексы
Работа по дальнейшей кодификации Галахи, естественно, не прекратилась после публикации «Шулхан аруха».
Среди всех последующих версий «Шулхан аруха» особо выделяется версия, называемая обычно «Шулхан арух ха-рав». Эта книга была написана ребе Шнеуром Залманом (1745—1812 гг.), которого чаще называют Алтер Ребе («Старый учитель») и опубликована уже после его смерти. Р. Шнеур Залман создал учение Хабад (ивр. חב"ד‎ — сокр. от חָכְמָה, בִּינָה, דַּעַת‎ хохма́, бина́, да́ат — «мудрость, понимание, знание») и основал хасидское движение с тем же названием, пользующееся ныне всемирной известностью и основавшее организации и учреждения, которые занимаются еврейским воспитанием на всех пяти континентах. В своей книге «Шулхан арух ха-арав», вышедшей в 1814 году, Шнеур Залман впервые приводит не только правила и технику исполнения заповедей, но также и таамей ха-мицвот, то есть объясняет смысл и значение заповедей.
Наконец, в 1864 году ребе Шломо Ганцфрид, живший в городе Унгвар (ныне Ужгород) в Закарпатье, издал «Кицур шулхан арух» («Краткий „Шулхан арух“»). Сравнительно небольшой объём книги, простота и доступность изложения, не требующие глубоких знании Торы, сделали эту книгу чрезвычайно популярной. По этой книге простой еврей может получить чёткие указания, касающиеся молитвы, благословений, законов субботы и праздников, кошерной пищи и многого другого. Вместе с тем, для решения более сложных вопросов, не освещённых кратким «Шулхан арухом», обращаются к одной из версий полного кодекса «Шулхан аруха», зачастую также прибегая к методической помощи раввина.

## «100 законов „Шулхан арух“»
Существуют тексты, несущие названия «Шулхан арух» или «100 законов „Шулхан аруха“» и т. п. Текст обычно представляет собой собрание 100 законов, представляемых как законы из «Шулхан арух», в которых подчеркивается крайне враждебное и пренебрежительное отношение иудеев к неиудеям вообще и христианам в частности. Источником этих текстов является книга «Der „Judenspiegel“» («Еврейское зерцало»), опубликованная в Германии Ароном Бриманном в 1883 году от имени вымышленного доктора Юстуса. Бриманн — по происхождению румынский еврей, принявший протестантство, а затем католичество. Известно, что он снабжал переводами еврейских текстов немецкого богослова-антисемита Августа Ролинга. Осев в Вене, он вскоре предстал перед судом за подлог, был осужден на два месяца тюрьмы с последующей высылкой из Австрии.
В 1886 году В. С. Соловьёв, в работе «Талмуд и новейшая полемическая литература о нём в Австрии и Германии» писал, что значительная часть этих законов является «неверными и несообразными», что автор «составлял каждый закон из нескольких отрывков, взятых иногда из разных сочинений неодинакового достоинства и авторитета» и «большею частью эти отрывки поставлены у Юстуса в совершенно произвольную связь между собою, тексты перемешаны с комментариями, общеобязательные узаконения — с частными мнениями раввинов»
В 1883 году в Падерборне было инициировано судебное разбирательство по поводу издания «Der „Judenspiegel“» Экспертом на судебный процесс был приглашён доктор богословия Якоб Эккер, который проанализировал сочинение Бриманна и опубликовал 100 законов со своими комментариями к ним в 1884 году («Der „Judenspiegel“ im Lichte der Wahrheit: eine wissenschaftliche Untersuchung» — «„Еврейское Зерцало“ в свете правды: попытка научного анализа»). Вместе с доктором Эккером в качестве эксперта выступил также еврейский учитель семинарии Трей, который заявил, что в книге не содержалось ни единого слова правды
Из предисловия доктора Эккера:

…По разрешении дела было напечатано в газетах «Меркурий», «Германия» и др. наряду с оправдательным приговором и моё заключение. Через редакцию «Меркурия» я, кстати, заметил, что в случае появления нападков на мою экспертизу, я не намерен вступать ни в какую полемику. При этом я объяснил, что травля евреев мне противна, и что до сих пор я не участвовал ни в каком антисемитском движении…
…Тем не менее, что предвидели, то и случилось. Я сделал укол в осиное гнездо семитического вопроса. Куда ни приходил я, везде жужжали и брюзжали вокруг моей головы на всевозможные лады. Здесь была радость, там — горе; этот мной доволен, тот ругает вовсю; кто сделался моим другом, а кто и свирепым врагом; один хвалит, другой беснуется…
Так как в окончательном результате моё заключение не содержало ни исключительной похвалы, ни абсолютного одобрения текстов «Еврейского Зерцала», то некоторые горячие антисемиты даже заподозрили меня в тайной дружбе с евреями. Но я и это предвидел, и подобным христианам я прощаю охотно. Это, без сомнения, люди, не имеющие никакого понятия о сути дела.

Независимо от сего, тот факт, что на меня нападали с обеих сторон, уже сам по себе убеждает, насколько я был беспристрастен в оценке «Еврейского Зерцала»

Приговором суда издатель Гофман, опубликовавший текст Арона Бриманна, был оправдан , «найдя перевод соответствующим первоисточнику».
В 1885 году раввины доктор Теодор Кронер и доктор Йозеф-Самуэль Блох (англ. Joseph Samuel Bloch) в своей работе «Gefälschte Talmud-Zitate vor Gericht» утверждали, что доктор Эккер добровольно выступил в качестве консультанта суда. Сам доктор Эккер в предисловии к своей брошюре подчеркивал, что «его пригласили против воли». В той же работе авторы утверждают, что автором экспертизы был сам Арон Бриманн (Юстус), а доктор Эккер лишь опубликовал его текст под своим именем. Кронер и Блох утверждают, что Юстус (Арон Бриманн) не был автором приведённых в его тексте цитат, так как они были известны и ранее.
В то же время В. С. Соловьёв, разбирая в своей работе «Талмуд и новейшая полемическая литература о нём в Австрии и Германии» содержание брошюры доктора Эккера, говорит, что:

несмотря на всю обнаруженную им (Эккером) вражду к евреям и на все своё пристрастие в пользу автора «Judenspiegel», оказался, однако, неспособен скрыть фактическую истину в этом деле … все то, что затем говорит критик со своей личной точки зрения, нисколько не мешает беспристрастному читателю составить правильное суждение по всем пунктам

Текст Эккера был переведен на русский язык А. С. Шмаковым и опубликован в 1897 году («Еврейское зерцало в свете истины. Научное исследование Д-ра Карла Эккера»). Во многих случаях в своём переводе с немецкого Шмаков ещё больше усиливал антисемитское звучание текстов Юстуса и комментариев Эккера.
«Труд» Юстуса-Эккера-Шмакова был подвергнут тщательному анализу Н. А. Переферковичем, одним из крупнейших знатоков еврейской литературы в России, автором перевода Талмуда (Мишны и Тосефты) на русский язык. Взгляды Переферковича на иудаизм и еврейские тексты во многом определялись его принадлежностью к русско-еврейской интеллигенции — наследнице немецкой Гаскалы с её «наукой о еврействе» (Wissenschaft des Judentums). В своей обстоятельной работе «Еврейские законы об иноверцах в антисемитском освещении» в 1908 году он подробно разбирает «100 законов», основываясь на тексте еврейского подлинника «Шулхан аруха», комментариев к нему, а также собственном переводе Талмуда. Излагая подлинный смысл еврейских законов об иноверцах и попутно раскрывая технологию их искажения Юстусом-Эккером-Шмаковым, Переферкович опровергает антихристианскую направленность «Шулхан аруха». В частности, он пишет:

Что касается точного значения употреблённого в тексте Каро слова «гойим», то… в комментарии «Беэр га-Гола», высоко евреями почитаемом, печатающимся на полях во всех изданиях «Шулхан аруха»… Ривкес к этому месту замечает буквально вот что:
«Наши мудрецы — блаженна память их! — говорили это только относительно гоев, живших в их время, которые были идолопоклонниками и не верили в исход из Египта и сотворение Богом мира; что же касается тех гоев, в тени которых мы, евреи, защищаемся и среди которых рассеяны, то они веруют в сотворение Богом мира, в исход из Египта и признают многие основы веры, и все их помыслы (во время молитвы) — к Творцу неба и земли, как писали децизоры и отметил р. Моисей Исерлес в Орах Хаим 126, в Примечании, и к ним не только не имеет отношения запрет спасения, но мы обязаны молиться о их благополучии, как подробно писал автор „Маасе Гашем“ (то есть Элиэзер Ашкенази, XVI в.)… и как писал Маймонид, который признаёт законом мнение Рабби Иисуса, что благочестивые из народов мира имеют удел в будущем мире».

Труд Переферковича не смог оказать достаточного влияния на общественное сознание России, тогда как Шмаков стал одним из самых видных идеологов русского антисемитизма, а затем и фашизма. Его сочинения, выходившие одно за другим, обеспечивали теоретическую базу для «Союза русского народа» и всего черносотенного движения. Шмаков играл ведущую роль в судебных процессах, сопровождавшихся антисемитскими кампаниями. В 1903 году он оказался в числе защитников тех, кто был привлечен к суду по делу о кишинёвском погроме, а в 1913 году представлял гражданских истцов на процессе Бейлиса.